# Подільський музей товариства «Народна школа»

Будинок Товариства Народна Школа (TSL) у якому в чотирьох залах першого поверху 13 квітня 1913 р. відкрито перший на Тернопільщині музей. (тепер бульв. Шевченка, 1).

Подільський музей "Товариства Народна Школа" — музей польської культурно-освітньої організації "Товариства Народної Школи" (Muzeum Podolski Towarzystwa Szkoły Ludowej) в Тернополі. Робота із заснування музею почалася в 1906. Із цією метою 1907 при товаристві було утворено бібліотечно-музейну комісію на чолі з А. Стопкою. У короткий строк було зібрано досить значну колекцію, що розподілялася в межах 8-ми розділів: 1. Археологія, 2. Кераміка, 3. Зброя, 4. Етнографія, 5. Мистецтво, 6. Нумізматика і Сфрагістика, 7. Природа, 8. Карти. Малюнки. Рукописи.   Отримавши 1910 року кілька кімнат у новому будинку товариства, музей розпочав свою діяльність 1912-го. Проте за браком коштів урочисте відкриття нового закладу — публічного П.м.т. «Н.ш.» — відбулося 13 квітня 1913. Як свідчить путівник, виданий до цієї дати одним з засновників і першим директором музею польським географом Станіславом Сроковським, у 4-х залах експозиції музею досить повно й різноманітно були представлені пам'ятки історії та культури краю, зокрема: археологічні знахідки з розкопок на Тернопільщині, предмети міського побуту XVII—XIX ст., рідкісні документи на пергаменті, стародруки XVI—XIX ст., стародавня холодна і вогнепальна зброя, природничі й етнографічні матеріали, зразки народного мистецтва і ремесел (у тому числі чимала колекція писанок — 332 предмети). Основу  колекції нумізматики  складала збірка монет подарована Станіславом Сроковським яка в сукупності нараховувала понад 6 тис. екземплярів (монети часів династії П'ястів, брактеати XII-XIII ст, колекції монет Стародавнього Риму середньовічні чеські, польські окремі з яких були унікальні). Загальна кількість пам'яток музею на той час перевищувала 10 тис. одиниць зберігання. Незважаючи на те, що музей засновувався як польський, переважна частина його колекцій була українською за походженням і тематикою. У період Першої світової війни у музеї знищено і пограбовано російськими військовими зібрання домотканних декоративних тканин та вишиванок, колекцію столової порцеляни, безповоротно втрачено збірку цінних давніх документів, карт, а нумізматичну колекцію старовинних монет вивезено в Росію, де перебувала до 1929 р. У 1915 музей припинив своє існування. Після підписання Рижського миру, на вимогу польської сторони, частину експонатів у кількості 1547 монет було повернуто в Тернопіль. Наприкінці 1923 року із музейної фондової збірки залишилися тільки рештки мінералів, фрагменти кераміки, ваза, урна з кремацією, декілька церковних образів, які знаходилися у будинку тернопільського магістрату. Лише 9 листопада 1930 р. з нагоди 10-ї річниці закінчення Польсько-радянської війни відкриттям експозиції Регіонального Подільського музею товариства «Народна школа»  його діяльність було відновлено. Після вступу у місто червоної армії 17 вересня 1939 р. музей був майже повністю пограбований і закритий. Залишки музейних предметів, зібрання фондових матеріалів цього закладу увійшло у 1940 до складу новоутвореного Тернопільськиого історико-краєзнавчого музею.